# Гацунаєв Микола Костянтинович
Гацунаєв Микола Костянтинович (рос. Николай Константинович Гацунаев, 12 жовтня, 1933, Хіва) — узбецький радянський, пізніше російський, письменник-фантаст, поет, перекладач, журналіст і літературний критик.

## Біографія
Микола Гацунаєв народився у Хіві в 1933 році в сім'ї учителів, пізніше сім'я майбутнього письменника перебралась до Ургенча. Після закінчення школи Микола Гацунаєв навчався у Ташкентському педагогічному інституті іноземних мов. Після завершення навчання у виші Гацунаєв працював учителем у сільських школах Хорезмської області, а пізніше викладачем у педагогічному інституті. Далі Микола Гацунаєв працював журналістом у обласній газеті, пізніше на обласному телебаченні. Після цього Гацунаєв перейшов на роботу заступником головного редактора видавництва імені Гафура Гуляма у Ташкенті. Деякий час Микола Гацунаєв був членом ЦК Компартії Узбекистану. У 80-х роках ХХ століття Микола Гацунаєв був одним із організаторів семінарів Всесоюзного об'єднання молодих письменників-фантастів «Дурмень-88» у Ташкенті та «Борисфен-88» у Дніпропетровську. Після 1995 року Микола Гацунаєв став пенсіонером та перебрався на постійне місце проживання до Московської області.

## Літературна творчість
Літературну творчість Микола Гацунаєв розпочав із публікації в 1959 році віршованих творів про його рідне місто Хіву. Прозові твори письменник розпочав писати у 60-х роках ХХ століття із повісті «Айбугір». Особливо відомим Гацунаєв став після публікації гостросюжетної повісті з елементами детективу «Непрочитаний лист», яку пізніше письменник розширив, і видав під назвою «Сіра кішка в номері на чотири особи». Окрім того, Микола Гацунаєв видав друком ще кілька фантастичних повістей. Найвідомішим твором письменника є науково-фантастичний роман «Зоряний блукач», у якому розповідається, як житель ХХІІІ століття у зв'язку із небажанням служити в армії за допомогою машини часу потрапляє у Хівинське ханство другої половини ХІХ століття. Пізніше після тривалих блукань по різних часових епохах він вирішує повернутися у рідний час, щоб саме там боротися із несправедливістю. Микола Гацунаєв відомий також перекладами з узбецької мови на російську як віршованих, так і прозових творів узбецьких письменників, у тому числі він перекладав російською мовою твори відомого узбецького письменника-фантаста Ходжиакбара Шайхова. Микола Гацунаєв відомий також як автор документального видання «Хіва», яке надруковане трьома мовами — узбецькою, російською та англійською. Микола Гацунаєв також відомий як літературний критик та укладач антологій фантастичних творів.

### Роман
- 1984 — Звёздный скиталец

### Повісті
- 1978 — Серая кошка в номере на четыре персоны
- 1980 — Концерт для фортепьяно с оркестром
- 1981 — Не оброни яблоко
- 1982 — Эхо далекой грозы (кіноповість)
- 1988 — Западня
- 1988 — Пришельцы
- 1988 — Экспресс «Надежда»

### Поема та поетичні збірки
- 1967 — Южная осень (поема)
- 1972 — Алые облака
- 1972 — Правота
- 1974 — Дэв-кала
- 1979 — Город детства

### Документальні твори
- 1981 — Хива